# Broadview, Nam Úc
Broadview  là tên một khu vực ngoại ô của Thành phố Port Adelaide Enfield ở miền tây bắc thành phố Adelaide, thủ đô tiểu bang Nam Úc, nước Úc. Mã bưu điện của ngoại ô là 5083. Broadview thuộc Nghị viên Nam Úc khu vực bầu cử Enfield và đơn vị Adelaide của Hạ viện Úc.